# 초정

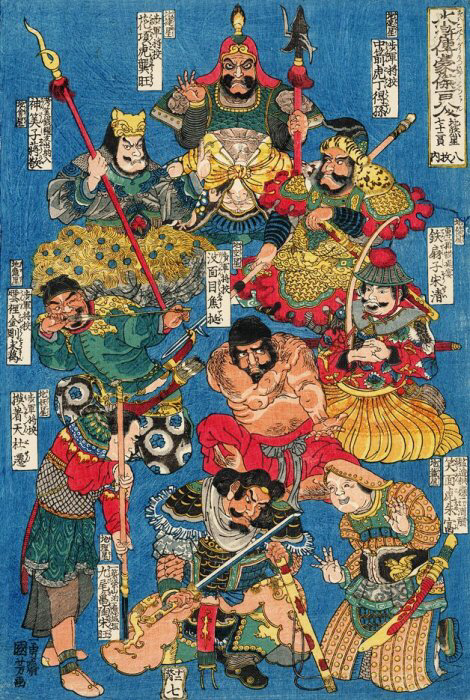

초정(焦挺)은 중국의 사대기서(四大奇書) 중 하나인 《수호전》(水滸傳)에 등장하는 인물로, 108성 중 98위이자 지살성(地煞星)의 지악성(地惡星)에 해당한다. 별호는 몰면목(沒面目)으로 무뚝뚝하고 과묵한 성격 때문에 교제가 서투른 데서 유래했다. 뛰어나게 힘이세고, 할아버지로부터 대대로 내려오는 씨름 비법으로 이규를 물리칠 정도의 솜씨를 지녔다.

## 생애
할아버지로부터 3대에 걸쳐 씨름을 가업으로 삼았던 씨름꾼으로, 예전부터 양산박에 가담하고 싶었지만 아는 사람이 마땅치 않자 고수산의 산적인 포욱의 동료가 되려고 했다. 그러던 중 양산박 토벌의 명을 받은 선정규와 위정국이 있는 능주로 마음대로 가던 이규를 우연히 만나 그가 자신에게 덤벼들자 장기인 씨름으로 이규를 내던졌다. 그후 그가 양산박의 이규임을 알게 되자 이규에게 간청하여 합류한다. 그후 초정과 이규는 고수산의 포욱을 찾아가 세 사람은 의기투합하여 그대로 능주를 향하려 하였다. 그런데 고수산에 호송차를 이끌던 능주병이 왔기 때문에 셋은 이를 덮쳤다. 그곳에는 포로가 되어 개봉으로 호송되던 선찬과 학사문이 있었기 때문에 이를 구출하였다. 초정들은 구출한 두 사람과 힘을 합쳐 능주로 향했고, 성 뒤에서 공격해 능주를 함락시켰다. 그 후 초정은 양산박에 들어갔다.
양산박 입산 후에는 보병군 장교가 된다. 그 뒤로는 눈에 띄는 활약은 없지만 동관이 이끄는 토벌군과의 전투에 참가했다. 양산박이 조정에 귀순한 후에도 요나라전, 전호, 왕경토벌에 참가하였으나 방랍토벌 첫 전투인 윤주공격에서 화살을 맞아 전사하여 양산박 최초의 전사자 중 한 명이 되었다.